# فرهنگسرای دختران
فرهنگسرای فردوس (دختران) یکی از فرهنگسراهای فعال در شهر تهران است که در محلۀ صادقیه (‌بلوار فردوس) واقع شده‌است. 
این فرهنگسرا علاوه بر کلاس‌های آموزش علمی و هنری، فعالیت‌هایی نیز در زمینه کوهنوردی و گشت‌های سیاحتی دارد که در قالب گروه‌های مختلف، دیدار از نقاط دیدنی اطراف تهران را ترتیب می‌دهد. 
این مجموعه ۲۶۷۰ متر مربع زیر بنا دارد و دارای قسمت‌های زیر می‌باشد:
- کتابخانه: این کتابخانه با نام فردوس، به عنوان بزرگ‌ترین کتابخانه منطقه، شامل ۱ سالن در  طبقه دوم و بخش کتاب مرجع می‌باشد. مخزن کتابخانه حاوی بیش از ۱۱۵۰۰ جلد کتاب می‌باشد. قرائتخانۀ این مجموعه گنجایش ۳۰۰ نفر را داراست.
- سالن آمفی تئاتر: سالن آمفی تئاتر با ظرفیت ۲۵۰ نفر.
- نگارخانه: نگارخانه پردیسان شامل ۳۰۰ متر مربع زیربنا و گنجایش ۶۰ تابلو و سایر کارهای هنری و حجمی را دارد.